# Torneo di Wimbledon 2015 - Doppio maschile in carrozzina
Stephane Houdet e Shingo Kunieda erano i campioni in carica del Torneo di Wimbledon 2014 - Doppio maschile in carrozzina, ma sono stati sconfitti in semifinale da Gustavo Fernandez e Nicolas Peifer.
Alla fine la coppia franco-argentina ha conquistato il titolo battendo in finale Michael Jeremiasz e Gordon Reid con il punteggio di 7-5, 5-7, 6-2.

## Teste di serie
1. Stephane Houdet /  Shingo Kunieda (semifinale)
2. Michael Jeremiasz /  Gordon Reid (finale)

## Tabellone

### Legenda
| - Q = Qualificato - WC = Wild card - LL = Lucky loser | - ALT = Alternate - SE = Special Exempt - PR = Protected Ranking | - w/o = Walkover - r = Ritirato - d = Squalificato |

|  | Semifinali | Semifinali                       | Semifinali                       | Semifinali | Semifinali |  |  | Finale                           | Finale                           | Finale | Finale | Finale |  |
|  |            |                                  |                                  |            |            |  |  |                                  |                                  |        |        |        |  |
|  | 1          | Stéphane Houdet Shingo Kunieda   | Stéphane Houdet Shingo Kunieda   | 3          | 5          |  |  |                                  |                                  |        |        |        |  |
|  |            | Gustavo Fernandez Nicolas Peifer | Gustavo Fernandez Nicolas Peifer | 6          | 7          |  |  | Gustavo Fernandez Nicolas Peifer | Gustavo Fernandez Nicolas Peifer | 7      | 5      | 6      |  |
|  | WC         | Joachim Gerard Alfie Hewitt      | 69                               | 6          | 64         |  |  | Michael Jeremiasz Gordon Reid    | Michael Jeremiasz Gordon Reid    | 5      | 7      | 2      |  |
|  | 2          | Michael Jeremiasz Gordon Reid    | 7                                | 3          | 7          |  |  |                                  |                                  |        |        |        |  |
|  |            |                                  |                                  |            |            |  |  |                                  |                                  |        |        |        |  |
|  |            |                                  |                                  |            |            |  |  | Finale 3º posto                  |                                  |        |        |        |  |
|  |            |                                  |                                  |            |            |  |  |                                  |                                  |        |        |        |  |
|  |            |                                  |                                  |            |            |  |  | Stéphane Houdet Shingo Kunieda   | Stéphane Houdet Shingo Kunieda   | 2      | 7      | 6      |  |
|  |            |                                  |                                  |            |            |  |  | Joachim Gerard Alfie Hewitt      | Joachim Gerard Alfie Hewitt      | 6      | 5      | 0      |  |